# 九龙甸水库
九龙甸水库是中国云南省楚雄彝族自治州楚雄市境内的一座水库，位于紫甸河上，建于1958年。水库正常库容为5912万立方米，集雨面积为258平方千米，海拔为1901米。